# Ljubinka Bobić
Ljubinka Bobić (en serbe cyrillique : Љубинка Бобић ; née le 2 janvier 1897 à Kruševac - morte le 3 décembre 1978 à Belgrade) était une actrice serbe qui, à partir de 1920, fut membre de la troupe du Théâtre national de Belgrade. L'un des rôles les plus mémorables de sa carrière fut celui de Živka dans la comédie Gospođa ministarka (Madame la Ministre) de Branislav Nušić. Elle a également joué pour le cinéma et la télévision. Ljubinka Bobić est enterrée dans l'Allée des citoyens méritants du Nouveau cimetière de Belgrade.

## Théâtre
- Gospođa ministarka

## Films
- 1975 - Pavle Pavlović de Mladomir Puriša Đorđević
- 1969 - Cross country (sr) (Kros contri) de Mladomir Puriša Đorđević : la grand-mère
- 1966 - Štićenik de Vladan Slijepčević : Gazdarica
- 1964 - Narodni poslanik de Stole Janković : Spirinica
- 1962 - Dr (Dr) de Soja Jovanović : G-dja Draga
- 1961 - Prvi građanin male varoši de Mladomir Puriša Đorđević
- 1960 - Les Rêves arrivent en diligence (Diližansa snova) de Soja Jovanović : Sara Padavicki
- 1957 - Le Pope Ćira et le Pope Spira (Pop Ćira i pop Spira) de Soja Jovanović : Popadija Sida
- 1956 - Les Légendes d'Anika (en) (Anika vremena) de Vladimir Pogačić, d'après Ivo Andrić : Jelenka

## Série
- 1975 : Đavolje merdevine d'Adem Čejvan  (série TV)